# Liste der denkmalgeschützten Objekte in Wolfsberg (Kärnten)
Die Liste der denkmalgeschützten Objekte in Wolfsberg enthält die 92 denkmalgeschützten, unbeweglichen Objekte der Gemeinde Wolfsberg in Kärnten.

## Denkmäler
| Foto  |                 | Denkmal | Standort                                                                              | Beschreibung | Metadaten |
| ----- | --------------- | --- | ------------------------------------------------------------------------------------- | --- | --- |
| ja    | Datei hochladen | Kath. Filialkirche hl. Bartholomäus und Friedhof HERIS-ID: 53385 Objekt-ID: 61333                             | bei Aichberg 109 Standort KG: Aichberg                                                | Urkundlich 1550 erwähnter, romanischer Bau, spätgotisch erweitert und nach 1770 barock verändert; von Friedhofsmauer umgeben. Gotischer Chor mit Strebepfeilern; spätgotischer vorgestellter West-Turm mit einem schlanken steinplattlgedeckten Spitzhelm und Zwillingsfenster im Glockengeschoß. Turmfassaden mit bemerkenswertem spätgotischem Architekturdekor; Eckquader, Friese und Vollquaderung der Giebeldreiecke freigelegt. 1995 Außenrestaurierung. Westlich vorgebaute Vorlaube mit zwei Rundbogenarkaden und Kreuzgratgewölbe. Spätgotisch profiliertes West-Portal. An der Süd-Seite ein römerzeitliches Grabinschrift-Fragment des Restutius Tertullus (C 120,25). | BDA-Hist.: Q38056966 Status: § 2a Stand der BDA-Liste: 2025-06-30 Name: Kath. Filialkirche hl. Bartholomäus und Friedhof GstNr.: 1286/3, 525 Filialkirche hl. Bartholomäus in Aichberg, Wolfsberg                                   |
| ja    | Datei hochladen | Kath. Pfarrkirche hl. Johannes der Täufer und Friedhof HERIS-ID: 53687 Objekt-ID: 61695                       | bei Forst 38 Standort KG: Forst                                                       | Das Gotteshaus ist ein Barockbau, dessen Vorgänger 1421 als Jägerkapelle einer Benefiz-Stiftung erstmals urkundlich erwähnt wurde. Bis zur Selbstständigkeit der Pfarre Forst war es eine Filiale von St. Michael. Im 18. Jahrhundert entstand das hier geschützte Kirchengebäude, 1848 erfuhr es stärkere Umbauten. Ein Westturm mit Zwiebelhelm prägt das Aussehen der Kirche. Im Inneren gibt es einen spätbarocken Hochaltar, der aus der Winterkirche in Maria Wörth stammt und seitlich ergänzt wurde. Zwei weitere neugotische Altäre befinden sich in der Kirche: einer ist dem Kirchenpatron, Johannes dem Täufer, geweiht, der zweite ist ein Marienaltar. | BDA-Hist.: Q23925096 Status: § 2a Stand der BDA-Liste: 2025-06-30 Name: Kath. Pfarrkirche hl. Johannes der Täufer und Friedhof GstNr.: 939 Pfarrkirche hl. Johannes der Täufer, Forst                                               |
| ja    | Datei hochladen | Kath. Filialkirche hll. Philippus und Jakobus, Friedhof und Friedhofskammer HERIS-ID: 65242 Objekt-ID: 78062  | bei Gräbern 101 Standort KG: Gräbern-Prebl                                            | Die holzschindelgedeckte Kirche mit Strebepfeilern, vorgestelltem Westturm, zweijochigem sternrippengewölbten Hauptschiff und gestaffeltem netzrippengewölbten südlichen Seitenschiff ist ein spätgotischer Bau des 15. Jahrhunderts. Der barocke Hochaltar und der rechte Seitenaltar stammen etwa von 1690; die zwei Wandretabel links sind vom Ende des 18. Jahrhunderts. | BDA-Hist.: Q38109744 Status: § 2a Stand der BDA-Liste: 2025-06-30 Name: Kath. Filialkirche hll. Philippus und Jakobus, Friedhof und Friedhofskammer GstNr.: .158/1, .158/2, 2153/2 Filialkirche hll. Philippus und Jakobus, Gräbern |
| ja    | Datei hochladen | Kath. Pfarrkirche hl. Martin und Friedhof HERIS-ID: 65250 Objekt-ID: 78070                                    | Prebl Standort KG: Gräbern-Prebl                                                      | Die Kirche ist einfacher Bau mit romanischem Langhaus mit gotischem Kreuzrippengewölbe, gotischem Chor und barockem Kapellenzubau. Sie ist ein schindelgedeckt, hat ein spätgotisches Südportal mit reich beschlagener Tür, und einige eingemauerte römerzeitliche Inschrift- bzw. Reliefsteine. Der Hochaltar stammt aus dem 17. Jahrhundert, die beiden Seitenaltäre aus dem frühen 18. Jahrhundert; im Seitenschiff ist ein Altar von 1700. | BDA-Hist.: Q38109771 Status: § 2a Stand der BDA-Liste: 2025-06-30 Name: Kath. Pfarrkirche hl. Martin und Friedhof GstNr.: .76/1, 1123/2 Pfarrkirche hl. Martin, Prebl                                                               |
| ja    | Datei hochladen | Villa Artenfels mit Stützmauer und Wirtschaftsgebäude HERIS-ID: 36326 Objekt-ID: 35190                        | Artenfelsweg 4 Standort KG: Gries                                                     | Die Villa Artenfels ist eine repräsentative gründerzeitliche Villa aus den 1890er Jahren, die mit dem nordwestlich gelegenen Wirtschaftsgebäude, dem sogenannten Artenfelsstöckel und der Garteneinfassung ein bemerkenswertes Ensemble späthistoristischer Architektur darstellt. Die zweigeschoßige Villa mit ausgebautem Dachgeschoß und kreuzförmiger Grundstruktur besitzt mit den Holzkassettendecken, Türstöcken mit Rahmenfelderverkleidungen, barockisierenden Türbeschlägen und Stuckrahmendecken eine handwerklich wertvolle Ausstattung. Das Artenfelsstöckl ist ein eingeschoßiger Bau mit ausgebautem Dachgeschoß und einer vom Jugendstil beeinflussten Fassadengestaltung. Das Rundbogenportal ist eine aufgedoppelte, zweiflügelige Holztüre mit herausgesägten Ornamenten. | BDA-Hist.: Q37969697 Status: Bescheid Stand der BDA-Liste: 2025-06-30 Name: Villa Artenfels mit Stützmauer und Wirtschaftsgebäude GstNr.: 175/1, 175/3 Wolfsberg, Villa Artenfels                                                   |
| ja    | Datei hochladen | Villa Pirkershausen HERIS-ID: 36325 Objekt-ID: 35189                                                          | Griesstraße 11 Standort KG: Gries                                                     | Die Villa Pirkershausen ist ein 1888 nach Plänen von Friedrich Sigmundt errichteter zweigeschoßiger Bau aus zwei einander an einer Ecke überschneidenden Baukörpern. Im Süden befindet sich ein über die Dachfläche hinausragender, diagonal gestellter quadratischer Eckturm, im Südwesten eine Freitreppe und darüber ein ausladender Steinbalkon. Die fassadenweisen Gliederungselemente der Neo-Renaissance auf. Das Treppenhaus ist von großer architektonisch-künstlerischer Qualität. Der nach Südwesten terrassenförmig abgetreppte Garten ist in das architektonische Konzept einbezogen. Die intarsierte Kassettendecken, die reich geschnitzten Türrahmungen und die raumhohen Wandverkleidungen stammen aus der Erbauungszeit.                                                   | BDA-Hist.: Q37969682 Status: Bescheid Stand der BDA-Liste: 2025-06-30 Name: Villa Pirkershausen GstNr.: 166/3 Wolfsberg, Villa Pirkershausen                                                                                        |
| ja    | Datei hochladen | Villa Huth HERIS-ID: 57876 Objekt-ID: 68212                                                                   | Paul-Hackhofer-Straße 1 Standort KG: Gries                                            | Die Villa Huth wurde Ende der 1880er Jahre wohl nach Plänen von Konstantin Konstantini errichtet. Sie ist ein monumentaler, späthistoristischer, dreigeschoßiger Bau über winkelförmigen, nach Nordwesten offenen Grundriss mit einem östlich anschließenden, terrassierten Gartenareal. Mythologische Terrakottaplastiken akzentuieren die klassizistische Fassade mit Attikabalustrade. Der sogenannte Wintergarten ist mit einer barockisierenden Holzdecke ausgestattet. | BDA-Hist.: Q38079129 Status: Bescheid Stand der BDA-Liste: 2025-06-30 Name: Villa Huth GstNr.: 13/2 Wolfsberg, Villa Huth |
| ja    | Datei hochladen | Burgruine Hartneidstein HERIS-ID: 32270 Objekt-ID: 29345                                                      | Hartneidstein 1 Standort KG: Hartelsberg                                              | Von der Burg sind Teile des mächtigen quadratischen Bergfrieds (um 1300), ein gotisch profiliertes Tor, und Teile des Palas (14./15. Jahrhundert) erhalten. | BDA-Hist.: Q1015326 Status: Bescheid Stand der BDA-Liste: 2025-06-30 Name: Burgruine Hartneidstein GstNr.: .84 Burgruine Hartneidstein                                                                                              |
| ja    | Datei hochladen | Schloss Weißenau HERIS-ID: 36334 Objekt-ID: 35198                                                             | Reinfelsdorf 20 Standort KG: Kleinedling                                              | Die Herren von Weiß ließen das Schloss Anfang des 16. Jahrhunderts erbauen. Von 1683 bis 1687 befand es sich im Besitz von Franz Caspar von Stadion, Bischof von Lavant. 1856 Erwerb durch Hugo Graf Henckel von Donnersmarck. Unter seiner Witwe Laura, geborene von Kaszonyi, erfolgte ab 1890 die Umgestaltung im Stil des romantischen Historismus mit Errichtung des Turmes und der Bibliothek, sowie Erneuerung des NO-Traktes. Seit 1919 befindet es sich im Besitz der Familie Thun-Hohenstein. | BDA-Hist.: Q17791118 Status: Bescheid Stand der BDA-Liste: 2025-06-30 Name: Schloss Weißenau GstNr.: 15 Schloss Weißenau, Wolfsberg                                                                                                 |
| ja    | Datei hochladen | Ansitz Kleinwinklern/Grafenhof/Grillitschhof HERIS-ID: 65416 Objekt-ID: 78243seit 2012                        | Kleinwinklern 11 Standort KG: Kleinwinklern                                           | Der Ansitz ist eine große Anlage am südöstlichen Ortsrand von Wolfsberg (mit mehreren Nebengebäuden des 19. Jahrhunderts). Ursprünglich im Besitz der im Lavanttal reich begüterten Herren Weiss, die sich nach dem Schloss Weiss von Schmelzofen nannten; urkundlich 1588 Besitzer Andreas Weiss, Pfleger auf Twimberg. Das Schloss ist ein aus dem 16. Jahrhundert stammender hakenförmiger dreigeschoßiger Bau mit hohem Walmdach, die Fassade vom Ende des 19. Jahrhunderts. Im Stiegenaufgang befinden sich Wappen der Geinsperger und Kulmer. | BDA-Hist.: Q38110274 Status: Bescheid Stand der BDA-Liste: 2025-06-30 Name: Ansitz Kleinwinklern/Grafenhof/Grillitschhof GstNr.: 1/2                                                                                                |
| ja    | Datei hochladen | Kath. Filialkirche hl. Ägydius und Friedhof HERIS-ID: 58041 Objekt-ID: 68477                                  | bei Lading 34 Standort KG: Lading                                                     | Einschichtig in 1009 Metern Seehöhe; von einer annähernd im Oval angelegten, noch zweieinhalb Meter hohen Wehrmauer des 15. Jahrhunderts dicht umgeben; darin 14 Schießscharten und Tragbalkenlöcher des ehemaligen hölzernen Wehrganges. Urkundlich erst Mitte des 15. Jahrhunderts (ein Friedhof jedoch schon 1338). Kleine, im Kern romanische Kirche mit Rundapsis und kräftigem West-Turm. Der Turm gotisch, zum Teil spitzbogige zweiteilige Schallfenster, Pyramidenhelm. Gotischer Sakristeianbau an der Süd-Seite, in jüngerer Zeit nach Westen verlängert, westlich anschließend kreuzgratgewölbte Südvorhalle. Gotisch profiliertes West-Portal zum Turmerdgeschoß, dieses in einer spitzbogigen Arkade zum Langhaus geöffnet.                                                    | BDA-Hist.: Q38080148 Status: § 2a Stand der BDA-Liste: 2025-06-30 Name: Kath. Filialkirche hl. Ägydius und Friedhof GstNr.: 771/2 Filialkirche Lading                                                                               |
| ja    | Datei hochladen | Pfarrhof, Kaplanei HERIS-ID: 54425 Objekt-ID: 62699                                                           | Preims 49 Standort KG: Preims                                                         | → Hauptartikel : Filialkirche Preims f1 | BDA-Hist.: Q38060806 Status: § 2a Stand der BDA-Liste: 2025-06-30 Name: Pfarrhof, Kaplanei GstNr.: .35/2 |
| ja    | Datei hochladen | Kath. Filialkirche hl. Primus HERIS-ID: 54426 Objekt-ID: 62700                                                | Preims 49 Standort KG: Preims                                                         | Die kleine, schindelgedeckte, im Kern romanische Kirche wurde im Barock nach Westen verlängert und erhielt einen Choranbau. Sie hat einen sechsseitigen Dachreiter mit Spitzhelm. Der Hauptaltar, etwa von 1680, weist Triumphbogenarchitektur auf. | BDA-Hist.: Q38060832 Status: § 2a Stand der BDA-Liste: 2025-06-30 Name: Kath. Filialkirche hl. Primus GstNr.: .35/1 Filialkirche Preims                                                                                             |
| ja    | Datei hochladen | Schloss Bayerhofen HERIS-ID: 35874 Objekt-ID: 34717                                                           | Bayerhofenstraße 2, 4, 6 Standort KG: Priel                                           | Das große, zwei- bis dreigeschoßige Schloss, am Ostportal mit 1566 bezeichnet, ist unregelmäßig um einen rechteckigen Hof angelegt. An drei Seiten des Hofs sind zweigeschoßig Arkaden. Durch eine Mauer mit sechseckigem Turm ist das Schloss mit einem Nebengebäude aus dem 16. Jahrhundert verbunden. | BDA-Hist.: Q2240197 Status: Bescheid Stand der BDA-Liste: 2025-06-30 Name: Schloss Bayerhofen GstNr.: .1/1, .1/2, .2 Schloss Bayerhofen                                                                                             |
| ja    | Datei hochladen | Evang. Pfarrkirche A.B., ehem. Friedhofskapelle HERIS-ID: 58037 Objekt-ID: 68470                              | St. Michaeler Straße Standort KG: Priel                                               | Die um 1860 errichtete Kirche ist ein kleiner historistischer Saalraum mit Giebelturm mit Spitzdach und mit stark eingezogenem Chor mit Rundapsis in neoromanischen Formen. Die großen rundbogigen Fenster sind mit Wandmalereien von Giselbert Hoke (1972) versehen. | BDA-Hist.: Q1380973 Status: § 2a Stand der BDA-Liste: 2025-06-30 Name: Evang. Pfarrkirche A.B., ehem. Friedhofskapelle GstNr.: 112/19 Evangelische Kirche Wolfsberg                                                                 |
| ja    | Datei hochladen | Kath. Filialkirche hl. Thomas HERIS-ID: 65255 Objekt-ID: 78076                                                | gegenüber Hügelweg 27 Standort KG: Priel                                              | Kleiner einheitlich spätgotischer Bau vom Ende des 15. Jahrhunderts., leicht erhöht auf einem flachen Hügel. Außenrestaurierung 1999/2000. Turm über der Nordostecke des Langhauses, Pyramidendach. Südliche Sakristei. Um den Bau zwei- und dreistufige Strebepfeiler, die beiden westlichen, schräg zum Langhaus gestellten, mit Resten von Fialen. Reich profiliertes West-Portal, Fialen und Baldachinschmuck, Tympanon mit Blendmaßwerk, unter den Baldachinen Anna Selbdritt und Joachim (Steinkopien spätgotischer Statuen). | BDA-Hist.: Q38109806 Status: § 2a Stand der BDA-Liste: 2025-06-30 Name: Kath. Filialkirche hl. Thomas GstNr.: .17 Filialkirche hl. Thomas, Wolfsberg                                                                                |
| ja BW | Datei hochladen | Kreuzkapelle (Kriegergedenkstätte) und Kreuzweg HERIS-ID: 65317 Objekt-ID: 78141                              | Klagenfurter Straße Standort KG: Reding                                               | Die Kreuzkapelle ist ein kleiner, 1733/34 errichteter, rechteckiger Bau mit Dachreiter und Säulenvorhalle, der 1956 als Gedächtnisstätte für die Opfer beider Weltkriege ausgestattet wurde. An der Klagenfurter Straße sind fünf lebensgroße Steinfiguren aus der ersten Hälfte des 18. Jahrhunderts auf Sockeln aufgestellt. Dargestellt werden: Ecce Homo, sitzender Christus verspottet, Christus an der Geiselsäule und eine kniende Maria Magdalena. | BDA-Hist.: Q38109949 Status: § 2a Stand der BDA-Liste: 2025-06-30 Name: Kreuzkapelle (Kriegergedenkstätte) und Kreuzweg GstNr.: .21/1, 28/1 Kreuzkapelle und Kreuzweg, Wolfsberg (Kärnten)                                          |
| ja    | Datei hochladen | Städtischer Kindergarten HERIS-ID: 54498 Objekt-ID: 62789                                                     | Klagenfurter Straße 2 Standort KG: Reding                                             | | BDA-Hist.: Q38061077 Status: § 2a Stand der BDA-Liste: 2025-06-30 Name: Städtischer Kindergarten GstNr.: 9 |
| ja    | Datei hochladen | Aufbahrungshalle HERIS-ID: 54499 Objekt-ID: 62790                                                             | Lindhofstraße 2 Standort KG: Reding                                                   | Die Leichenhalle ist mit Fenstern von Giselbert Hoke ausgestattet. | BDA-Hist.: Q38061092 Status: § 2a Stand der BDA-Liste: 2025-06-30 Name: Aufbahrungshalle GstNr.: .314 Wolfsberg - Friedhof |
| ja    | Datei hochladen | Friedhofskapelle Zu den 14 Nothelfern (Urnenkapelle) HERIS-ID: 65329 Objekt-ID: 78153                         | bei Lindhofstraße 2 Standort KG: Reding                                               | Die Friedhofskapelle ist ein kleiner zweijochiger kreuzgratgewölbter Bau mit kreuzgratgewölbter Vorhalle und ist am westlichen Dachreiter mit 1647 bezeichnet. An der Kapelle sind Grabsteine von 1590, 1601 und aus dem 17. Jahrhundert eingemauert. | BDA-Hist.: Q38110014 Status: § 2a Stand der BDA-Liste: 2025-06-30 Name: Friedhofskapelle Zu den 14 Nothelfern (Urnenkapelle) GstNr.: .22 Friedhofskapelle Zu den 14 Nothelfern, Wolfsberg                                           |
| ja    | Datei hochladen | Mausoleum Pirkershausen HERIS-ID: 65423 Objekt-ID: 78250                                                      | bei Lindhofstraße 2 Standort KG: Reding                                               | Das Mausoleum Pirkershausen ist ein um 1900 errichteter aufwendig dekorierter quadratischer Kuppelbau mit Baldachinportikus, seitlichen Reliefs und reich gegliedertem Innenraum. Das Relief der Pietà und die Büsten der Herren von Pirkershausen schuf Josef Valentin Kassin. | BDA-Hist.: Q38110284 Status: Bescheid Stand der BDA-Liste: 2025-06-30 Name: Mausoleum Pirkershausen GstNr.: .49 Mausoleum Pirkershausen, Wolfsberg                                                                                  |
| ja    | Datei hochladen | Mausoleum Heyrowsky HERIS-ID: 65425 Objekt-ID: 78252                                                          | bei Lindhofstraße 2a Standort KG: Reding                                              | Das Grabdenkmal der Familie Heyrowsky schuf der Wiener Bildhauer Rudolf Weyr. | BDA-Hist.: Q38110289 Status: Bescheid Stand der BDA-Liste: 2025-06-30 Name: Mausoleum Heyrowsky GstNr.: 27 Mausoleum Heyrowsky, Wolfsberg                                                                                           |
| ja    | Datei hochladen | Kath. Filialkirche hl. Urban HERIS-ID: 58042 Objekt-ID: 68478                                                 | bei Reideben 1 Standort KG: Reideben                                                  | Die kleine, im Kern gotische Kirche war früher die Kapelle des Schlosses Reideben. Ende des 19. Jahrhunderts wurde sie nach Westen verlängert und erhielt einen Turm nördlich des polygonalen eingezogenen Chores. Der Hochaltar ist aus der zweiten Hälfte des 18. Jahrhunderts. | BDA-Hist.: Q38080160 Status: § 2a Stand der BDA-Liste: 2025-06-30 Name: Kath. Filialkirche hl. Urban GstNr.: .2/1 Filialkirche hl. Urban, Reideben                                                                                  |
| ja    | Datei hochladen | Schloss Reideben HERIS-ID: 36323 Objekt-ID: 35186                                                             | Reideben 1 Standort KG: Reideben                                                      | Das dreiflügelige zweigeschoßige Renaissanceschloss mit vier Türmen wurde um 1500 errichtet, nachdem der Vorgängerbau von den Türken zerstört worden war, und Ende des 16. Jahrhunderts erneuert: so ist das Südtor mit 1591 versehen. | BDA-Hist.: Q18011488 Status: Bescheid Stand der BDA-Liste: 2025-06-30 Name: Schloss Reideben GstNr.: .1 Schloss Reideben, Wolfsberg                                                                                                 |
| ja    | Datei hochladen | Kath. Filialkirche hl. Kunigunde HERIS-ID: 58044 Objekt-ID: 68480                                             | Reisberg Standort KG: Reisberg                                                        | Die kleine Kirche hat einen eingezogenen spätgotischen netzrippengewölbten Chor mit 5/8-Schluss und ein spätgotisches profiliertes Westportal. Zur Einrichtung gehören der Hochaltar mit Opfergangsportalen, der Seitenaltar mit neonaturalistischem Altarblatt hl. Hubertus, und ein schmiedeeiserner Kronleuchter von 1646. | BDA-Hist.: Q38080193 Status: § 2a Stand der BDA-Liste: 2025-06-30 Name: Kath. Filialkirche hl. Kunigunde GstNr.: 905 Filialkirche hl. Kunigund in Reisberg, Wolfsberg                                                               |
| ja    | Datei hochladen | Kath. Filialkirche Hll. Peter und Paul und Friedhof HERIS-ID: 58043 Objekt-ID: 68479                          | nördlich von Reisberg 8 Standort KG: Reisberg                                         | Die kleine steinplattlgedeckte Kirche mit mehreren römerzeitlichen Inschrift- und Reliefsteinen war ursprünglich die Kapelle der Burg Reisberg. Der Bau mit romanischem Kern und gotischem Turm wurde barock und später mehrfach verändert. Der Tabernakel weist kunstvolle Ornamentschnitzereien auf. Die Seitenaltäre zeigen auf Altarblättern aus der Mitte des 18. Jahrhunderts links hl. Martin und rechts die Steinigung des Stephanus. | BDA-Hist.: Q38080170 Status: § 2a Stand der BDA-Liste: 2025-06-30 Name: Kath. Filialkirche hll. Peter und Paul und Friedhof GstNr.: 716 Filialkirche hl. Peter und Paul in Reisberg, Wolfsberg                                      |
| ja    | Datei hochladen | Kath. Filialkirche hl. Oswald und Friedhof HERIS-ID: 54538 Objekt-ID: 62838                                   | Rieding Standort KG: Rieding                                                          | Die von einer Friedhofsmauer umgebene Kirche mit gotischem Chor mit Strebepfeilern und Südportal mit gotischer eisenbeschlagener Tür wurde 18./19. Jahrhundert verändert. Wandmalereien an der Chornordwand stammen von Anfang des 15. Jahrhunderts. Der Hochaltar ist neobarock; einige Statuen stammen aus dem 17. Jahrhundert. | BDA-Hist.: Q38061202 Status: § 2a Stand der BDA-Liste: 2025-06-30 Name: Kath. Filialkirche hl. Oswald und Friedhof GstNr.: .11/1, 149/1 Filialkirche hl. Oswald, Rieding                                                            |
| ja    | Datei hochladen | Bildstock, Offnerkreuz HERIS-ID: 46765 Objekt-ID: 48941                                                       | Grazer Straße Standort KG: Ritzing                                                    | Das Offnerkreuz ist eine Tabernakelsäule aus dem 17. Jahrhundert und ist die letzte erhaltene Station eines Kreuzwegs von St. Gertraud zur Dreifaltigkeitssäule in Wolfsberg. | BDA-Hist.: Q38023564 Status: Bescheid Stand der BDA-Liste: 2025-06-30 Name: Bildstock, Offnerkreuz GstNr.: 183/1 |
| ja    | Datei hochladen | Schloss Henckel-Donnersmarck HERIS-ID: 36335 Objekt-ID: 35199                                                 | Schloß Wolfsberg 1 Standort KG: Schoßbach                                             | Das Schloss geht auf eine mächtige mittelalterliche Burg zurück, die im 16. Jahrhundert ausgebaut und Mitte des 19. Jahrhunderts in Anlehnung an den englischen Tudorstil repräsentativ umgebaut wurde. Die Einrichtung (u. a. Kassettendecken, Stuckdecken) ist teils künstlerisch und handwerklich hervorragend. Bemerkenswert sind Grabsteine aus dem 16. Jahrhundert an den Außenmauern. | BDA-Hist.: Q1658069 Status: Bescheid Stand der BDA-Liste: 2025-06-30 Name: Schloss Henckel-Donnersmarck GstNr.: 1, .1, .2 Schloss Wolfsberg                                                                                         |
| ja    | Datei hochladen | Reitschule HERIS-ID: 65397 Objekt-ID: 78223                                                                   | Schloß Wolfsberg 2 Standort KG: Schwemmtratten                                        | Der bemerkenswerte Bau des romantischen Historismus mit dreiachsiger Loggia im Obergeschoß ist mit 1855 bezeichnet. | BDA-Hist.: Q64765102 Status: Bescheid Stand der BDA-Liste: 2025-06-30 Name: Schloss, Reitschule GstNr.: 123 Schloss Wolfsberg |
| ja    | Datei hochladen | Villa Margaretha HERIS-ID: 36340 Objekt-ID: 35204                                                             | Schwemmtratten 6 Standort KG: Schwemmtratten                                          | Die Villa Margaretha ist ein 1896–1898 von Valentin Urbani nach Entwürfen von Friedrich Sigmundt errichtetes Herrschaftshaus. Der dreigeschoßige Bau unter steilem Walmdach zeigt an den Fassaden architektonische Gestaltungsmittel des Späthistorismus. Das Ostportal mit ädikulaartigem Aufsatz wird von Pilastern flankiert. An der Westseite befindet sich eine zweigeschoßige polygonal ausgebaute Loggia. In den Räumen der Beletage hat sich die künstlerisch beachtenswerte, handwerklich hervorragende Ausstattung aus der Erbauungszeit fast unverändert erhalten. | BDA-Hist.: Q37969799 Status: Bescheid Stand der BDA-Liste: 2025-06-30 Name: Villa Margaretha GstNr.: 16 Wolfsberg, Villa Margaretha                                                                                                 |
| ja    | Datei hochladen | Gedenkstein, Judenstein HERIS-ID: 65330 Objekt-ID: 78154                                                      | Schwemmtratten Standort KG: Schwemmtratten                                            | Der Judenstein war ursprünglich mitten in der Lavant bei Schwemmtratten auf einem Felsen aufgestellt. Heute befindet sich der Stein in einem Teich neben der umgeleiteten Lavant. Der Judenstein erinnert an die Judenverfolgungen in Wolfsberg 1338 und 1348/49. | BDA-Hist.: Q38110025 Status: § 2a Stand der BDA-Liste: 2025-06-30 Name: Gedenkstein, Judenstein GstNr.: 144/2 Wolfsberg, Judenstein                                                                                                 |
| ja    | Datei hochladen | Kath. Filialkirche hl. Jakobus und Friedhof HERIS-ID: 58046 Objekt-ID: 68482                                  | bei St. Jakober Straße 9 Standort KG: St. Jakob                                       | An der kleinen gotischen Kirche mit polygonalem Chor mit Strebepfeilern sind einige römische Inschriftsteine angebracht. Im 16. Jahrhundert wurde nördlich eine kreuzgratgewölbte Kapelle angebaut. An der Triumphbogenwand sind gotische Malereien. In der Kirche befinden sich ein barocker Hochaltar und einige Leinwandbilder (etwa von 1725). | BDA-Hist.: Q1413085 Status: § 2a Stand der BDA-Liste: 2025-06-30 Name: Kath. Filialkirche hl. Jakobus und Friedhof GstNr.: 278 Filialkirche Wolfsberg-St Jakob                                                                      |
| ja    | Datei hochladen | Ehem. Volksbad HERIS-ID: 45758 Objekt-ID: 47187                                                               | Volksbadstraße 4 Standort KG: St. Jakob                                               | Das ehemalige Städtische Volksbad wurde 1908 nach Plänen von Valentin Urbani erbaut. Die im konservativen Jugendstil erbaute Anlage war mit Wannen- und Brausebädern, einer Dampfwäscherei sowie einem Freibad ausgestattet und beherbergte Kleinwohnungen. Das Schwimmbad und die Dampfwäscherei wurden 1967/68 geschlossen. Nach der Generalsanierung 1988 wurde das Lavanttaler Physikotherapeutische Institut im Gebäude untergebracht. Die Anlage besteht aus einem dreigeschoßigen Hauptgebäude, einem im Südwesten anschließenden zweigeschoßigen Trakt mit Sonnendeck sowie dem in das hohe Sockelgeschoß eingelassenen Schwimmbad. | BDA-Hist.: Q38017474 Status: Bescheid Stand der BDA-Liste: 2025-06-30 Name: Ehem. Volksbad GstNr.: .78 Volksbad Wolfsberg |
| ja    | Datei hochladen | Schloss Silberberg/Großwinklern HERIS-ID: 35964 Objekt-ID: 34809                                              | Schloßweg 1 Standort KG: St. Johann                                                   | Von 1498 bis zum Ende des 18. Jahrhunderts war das Schloss im Besitz der Familie Siegersdorf. 1851 erwarb es die Familie Henckel-Donnersmarck, heute ist es in Privatbesitz. Von der spätgotischen, im 16. Jahrhundert ausgebauten, ehemals größeren Schlossanlage ist heute noch ein dreigeschoßiger Bau erhalten. An der Nordostecke befindet sich ein Erker auf Kragsteinen mit Konsolkopf. | BDA-Hist.: Q37968066 Status: Bescheid Stand der BDA-Liste: 2025-06-30 Name: Schloss Silberberg/Großwinklern GstNr.: 235/1 Schloss Silberberg, Großwinklern                                                                          |
| ja    | Datei hochladen | Kath. Filialkirche hl. Johannes HERIS-ID: 58047 Objekt-ID: 68483                                              | gegenüber Am Kirchhügel 1 Standort KG: St. Johann                                     | An eine romanische Kirche mit mächtigem quadratischen Westturm in Schiffsbreite wurden ein gotischer Chor und zwei Sakristeien angebaut. Das Langhaus ist gotisch sternrippengewölbt; der gotisch profilierte Triumphbogen ist mit 1526 bezeichnet. Der neugotische Hochaltar wurde 1908 von Alois Prograr entworfen. | BDA-Hist.: Q1413096 Status: § 2a Stand der BDA-Liste: 2025-06-30 Name: Kath. Filialkirche hl. Johannes GstNr.: 288 Filialkirche St. Johann (Wolfsberg)                                                                              |
| ja    | Datei hochladen | Kath. Pfarrkirche Mariae Himmelfahrt und Friedhof HERIS-ID: 54718 Objekt-ID: 63101                            | St. Marein 28 Standort KG: St. Marein                                                 | Die dreischiffige spätgotische Hallenkirche wurde Ende des 15. Jahrhunderts über einem von den Türken zerstörten Vorgängerbau errichtet; der Hauptchor stammt noch aus dem 14. Jahrhundert. Es gab frühbarocke und historistische Umbauten; die Hauptfassade wurde neugotisch umgestaltet. Zur Einrichtung gehören eine spätgotische Steinkanzel, einheitlich barocke Altäre, und lebensgroße Apostelfiguren aus dem 17. Jahrhundert. | BDA-Hist.: Q2083092 Status: § 2a Stand der BDA-Liste: 2025-06-30 Name: Kath. Pfarrkirche Mariae Himmelfahrt und Friedhof GstNr.: 113 Pfarrkirche St Marein im Lavanttal                                                             |
| ja    | Datei hochladen | Frauensäule/Mariensäule HERIS-ID: 46455 Objekt-ID: 48502                                                      | St. Marein Standort KG: St. Marein                                                    | Die aus Mariensäule aus dem 17. Jahrhundert wurde 2004 restauriert und an ihren jetzigen Standort vor die Kirche verbracht. | BDA-Hist.: Q38021770 Status: Bescheid Stand der BDA-Liste: 2025-06-30 Name: Frauensäule/Mariensäule GstNr.: 102 Marian column St. Marein, Wolfsberg                                                                                 |
| ja    | Datei hochladen | Kath. Pfarrkirche hl. Margaretha HERIS-ID: 65253 Objekt-ID: 78074                                             | St. Margarethen Standort KG: St. Margarethen                                          | Die Kirche, ein einheitlich barocker Bau mit vorgestelltem Westturm mit Zwiebelturm, wurde 1658 errichtet. Der Hochaltar und zwei Leinwandbilder stammen etwa aus der Bauzeit. | BDA-Hist.: Q1605450 Status: § 2a Stand der BDA-Liste: 2025-06-30 Name: Kath. Pfarrkirche hl. Margaretha GstNr.: 27/1 Pfarrkirche St Margarethen im Lavanttal                                                                        |
| ja    | Datei hochladen | Kreuzkapelle HERIS-ID: 65254 Objekt-ID: 78075                                                                 | St. Michael Standort KG: St. Michael                                                  | Die Kreuzkapelle ist ein 1867 errichteter Bau mit Rundapsis, Dachreiter und Vordach. Im Inneren birgt die Kapelle eine Kreuzigungsgruppe aus dem 19. Jahrhundert. | BDA-Hist.: Q38109796 Status: § 2a Stand der BDA-Liste: 2025-06-30 Name: Kreuzkapelle GstNr.: 1017 |
| ja    | Datei hochladen | Kath. Pfarrkirche hl. Michael und ehem. Kirchhof HERIS-ID: 54761 Objekt-ID: 63150                             | St. Michael Standort KG: St. Michael                                                  | Die große gotische Kirche mit Westturm und dreistufigen Strebepfeilern wurde im 18. Jahrhundert spätbarock verändert. An der Nordwand sind gotische Wandmalereireste aus dem 14. Jahrhundert. Im barocken Hochaltar ist eine bemerkenswerte spätgotische Schnitzfigur Erzengel Michael. Außerdem sind zwei Seitenaltäre, zwei weitere Seitenaltarretabel, ein Kapellenaltar und ein lebensgroßes Kruzifix (von 1730) in der Kirche. | BDA-Hist.: Q1727544 Status: § 2a Stand der BDA-Liste: 2025-06-30 Name: Kath. Pfarrkirche hl. Michael und ehem. Kirchhof GstNr.: 18/2 Pfarrkirche St Michael im Lavanttal                                                            |
| ja    | Datei hochladen | Karmelitinnenkloster zum heiligsten Herzen Jesu/Schloss Himmelau HERIS-ID: 54756 Objekt-ID: 63145             | St. Michael 1 Standort KG: St. Michael                                                | Das seit 1902 als Kloster genutzte Schloss wurde Ende des 15. Jahrhunderts (hoher Westtrakt, drei Ecktürme) errichtet und mehrmals erweitert und umgebaut. Im Erdgeschoß des Südostturms ist eine Kapelle mit spätgotischen Wandmalereien. Im Ostflügel ist ein Arkadengang aus dem 16. Jahrhundert. Die Südfassade wurde neugotisch umgestaltet. | BDA-Hist.: Q2241560 Status: § 2a Stand der BDA-Liste: 2025-06-30 Name: Karmelitinnenkloster zum heiligsten Herzen Jesu/Schloss Himmelau GstNr.: 128 Schloss Himmelau                                                                |
| ja    | Datei hochladen | Kath. Pfarrkirche hl. Stephanus und ehem. Kirchhof mit Mauern HERIS-ID: 54826 Objekt-ID: 63236                | bei Franz-Weigand-Weg 1 Standort KG: St. Stefan                                       | Das Langhaus der um 1500 errichteten spätgotischen Kirche wurde 1962 verbreitert und verlängert. Am Hochaltar (um 1700) ist eine spätgotische Stephanusfigur, am Seitenaltar (um 1715) eine spätgotische Madonnenfigur. | BDA-Hist.: Q2083174 Status: § 2a Stand der BDA-Liste: 2025-06-30 Name: Kath. Pfarrkirche hl. Stephanus und ehem. Kirchhof mit Mauern GstNr.: 101/3 Pfarrkirche St Stefan im Lavanttal                                               |
| ja    | Datei hochladen | Kath. Filialkirche hl. Nikolaus HERIS-ID: 54607 Objekt-ID: 62933                                              | gegenüber Siegelsdorf 25 Standort KG: Thürn                                           | Die barocke Kirche mit vorgestelltem Westturm wurde Mitte des 17. Jahrhunderts errichtet. Zur Einrichtung gehören der Hochaltar aus dem späten 17. Jahrhundert, zwei Seitenaltäre mit Leinwandbildern aus der ersten Hälfte des 18. Jahrhunderts, und ein Leinwandepitaph von 1613. | BDA-Hist.: Q1413033 Status: § 2a Stand der BDA-Liste: 2025-06-30 Name: Kath. Filialkirche hl. Nikolaus GstNr.: 1145 Filialkirche hl. Nikolaus, Siegelsdorf (Wolfsberg)                                                              |
| ja    | Datei hochladen | Schloss Thürn HERIS-ID: 36341 Objekt-ID: 35205                                                                | Thürn 1 Standort KG: Thürn                                                            | Das mehrfach umgebaute Schloss ist eine unregelmäßige mittelalterliche Anlage mit einem hohen zweigeschoßigen Palas und einem quadratischen Turm aus dem 14. Jahrhundert. Im Nordostturm ist eine Kapelle mit einem prächtig intarsiertem Renaissance-Türprospekt. | BDA-Hist.: Q18027727 Status: Bescheid Stand der BDA-Liste: 2025-06-30 Name: Schloss Thürn GstNr.: 310/4 Schloss Thürn, Wolfsberg |
| ja    | Datei hochladen | Mausoleum Henckel-Donnersmarck HERIS-ID: 36342 Objekt-ID: 35206                                               | östlich Mausoleumweg 5 Standort KG: Vordergumitsch                                    | Das Mausoleum, ein historistischer achtseitiger Bau, wurde 1858–1862 von Friedrich August Stüler errichtet. Das Grabmal der Laura Henckel-Donnersmarck wurde 1862 von August Kiss gestaltet. | BDA-Hist.: Q1666983 Status: Bescheid Stand der BDA-Liste: 2025-06-30 Name: Mausoleum Henckel-Donnersmarck GstNr.: .42/1 Mausoleum Henckel-Donnersmarck                                                                              |
| ja    | Datei hochladen | Bildstock, Weißes Kreuz HERIS-ID: 46575 Objekt-ID: 48683                                                      | Vordergumitsch Standort KG: Vordergumitsch                                            | Das weiße Kreuz steht auf einem Felsen oberhalb eines Hohlwegs. Der Tabernakelbildstock birgt in der westlichen Pfeilernische ein polychromiertes Steinrelief von 1583 mit der Darstellung der Erbsünde, der Erlösungstat Christi und eines Stifter mit Kind. Das Relief entspricht dem Typus der protestantischen Grabepitaphien des 16. Jahrhunderts. | BDA-Hist.: Q38022681 Status: Bescheid Stand der BDA-Liste: 2025-06-30 Name: Bildstock, Weißes Kreuz GstNr.: 78/1 |
| ja    | Datei hochladen | Volksschule HERIS-ID: 55111 Objekt-ID: 63641                                                                  | Vordertheißenegg 12a Standort KG: Vordertheißenegg                                    | Das Gebäude wurde von 1938 bis 1940 errichtet. | BDA-Hist.: Q38063752 Status: Bescheid Stand der BDA-Liste: 2025-06-30 Name: Volksschule GstNr.: 71/2 Volksschule Theißenegg |
| ja    | Datei hochladen | Kath. Pfarrkirche hl. Magdalena und Friedhof HERIS-ID: 55114 Objekt-ID: 63644                                 | Vordertheißenegg Standort KG: Vordertheißenegg                                        | Die von einer Wehrmauer umgebene gotische Kirche mit Wehrobergeschoß hat einen Westturm in Breite des Langhauses. Der Hochaltar in Triumphbogenarchitektur mit reichem Knorpelwerk ist etwa von 1675, die Seitenaltäre aus der Mitte des 18. Jahrhunderts. | BDA-Hist.: Q38063762 Status: § 2a Stand der BDA-Liste: 2025-06-30 Name: Kath. Pfarrkirche hl. Magdalena und Friedhof GstNr.: 15/1 Pfarrkirche hl. Magdalena, Theißenegg (Wolfsberg)                                                 |
| ja    | Datei hochladen | Figurenbildstock hl. Bischof Albinus HERIS-ID: 65270 Objekt-ID: 78093                                         | Vordertheißenegg Standort KG: Vordertheißenegg                                        | Die Bischofsstatue auf Sockel stammt aus der Mitte des 18. Jahrhunderts. | BDA-Hist.: Q38109834 Status: § 2a Stand der BDA-Liste: 2025-06-30 Name: Figurenbildstock hl. Bischof Albinus GstNr.: 1074 |
| ja    | Datei hochladen | Schloss Waldenstein HERIS-ID: 36345 Objekt-ID: 35210                                                          | Waldenstein 1 Standort KG: Waldenstein                                                | Um einen mächtigen romanischen Bergfried aus dem 13. Jahrhundert gruppieren sich gotische und Renaissancebauten. Über dem südlichen Eingang ist ein Renaissance-Arkadengang. Die ehemalige Schlosskapelle wurde 1464 urkundlich erwähnt. | BDA-Hist.: Q1681831 Status: Bescheid Stand der BDA-Liste: 2025-06-30 Name: Schloss Waldenstein GstNr.: .46/1 Schloss Waldenstein, Wolfsberg                                                                                         |
| ja    | Datei hochladen | Bildstock, Swentzelstöckl HERIS-ID: 65272 Objekt-ID: 78095                                                    | gegenüber Alois-Huth-Straße 5 Standort KG: Wolfsberg Obere Stadt                      | Der Tabernakelbildstock vor der Kapuzinerkirche ist mit 1532 bezeichnet. Auf den Reliefs sind die Geißelung Christi, die Kreuztragung, die Kreuzigung und eine Pietà dargestellt. | BDA-Hist.: Q38109845 Status: § 2a Stand der BDA-Liste: 2025-06-30 Name: Bildstock, Swentzelstöckl GstNr.: 65 Swentzel-Stöckel |
| ja    | Datei hochladen | Kapuzinerkirche und -kloster HERIS-ID: 55165 Objekt-ID: 63726                                                 | Alois-Huth-Straße 6 Standort KG: Wolfsberg Obere Stadt                                | Kloster und Kirche wurden 1777 nach einem Brand über einem Vorgängerbau aus der ersten Hälfte des 17. Jahrhunderts erbaut. In der schlichten Kirche ist ein historisierender Hochaltar von 1916. | BDA-Hist.: Q1728794 Status: § 2a Stand der BDA-Liste: 2025-06-30 Name: Kapuzinerkirche und -kloster GstNr.: .124, .125 Kapuzinerkirche Wolfsberg                                                                                    |
| ja    | Datei hochladen | Straßenbrücke, Fleischbrücke HERIS-ID: 79957 Objekt-ID: 93663                                                 | Bambergerstraße Standort KG: Wolfsberg Obere Stadt                                    | Die Fleischbrücke ist eine barocke Steinbrücke mit einem Kruzifix und einer Johann-Nepomuk-Statue. Sie verbindet die Wolfsberger Katastralgemeinden Untere Stadt und Obere Stadt über die Lavant. | BDA-Hist.: Q38172395 Status: § 2a Stand der BDA-Liste: 2025-06-30 Name: Straßenbrücke, Fleischbrücke GstNr.: 150/8, 164/2 Fleischbrücke Wolfsberg                                                                                   |
| ja    | Datei hochladen | Stadtmauer und ehem. Wehrgraben HERIS-ID: 79829 Objekt-ID: 93528                                              | Gerichtsgasse Standort KG: Wolfsberg Obere Stadt                                      | Südlich des Gerichts sind flussseitig Reste der im 13. Jahrhundert errichteten Mauer um die Oberstadt erhalten. | BDA-Hist.: Q38172099 Status: § 2a Stand der BDA-Liste: 2025-06-30 Name: Stadtmauer und ehem. Wehrgraben GstNr.: 89, 95 City walls of Wolfsberg                                                                                      |
| ja    | Datei hochladen | Wohnhaus, ehem. Feuerwehrgebäude HERIS-ID: 36331 Objekt-ID: 35195                                             | Getreidemarkt 2 Standort KG: Wolfsberg Obere Stadt                                    | | BDA-Hist.: Q37969734 Status: Bescheid Stand der BDA-Liste: 2025-06-30 Name: Wohnhaus, ehem. Feuerwehrgebäude GstNr.: .27 |
| ja    | Datei hochladen | Ehem. Landgericht u. Reckturm – Bankgebäude HERIS-ID: 36339 Objekt-ID: 35203                                  | Getreidemarkt 3 Standort KG: Wolfsberg Obere Stadt                                    | Das im 15. Jahrhundert errichtete Gebäude wurde im 17. Jahrhundert als Landesgericht von Hartneidstein verwendet. | BDA-Hist.: Q37969787 Status: Bescheid Stand der BDA-Liste: 2025-06-30 Name: Ehem. Landgericht u. Reckturm – Bankgebäude GstNr.: .33/1                                                                                               |
| ja    | Datei hochladen | Ehem. Landgericht u. Reckturm – Heimatmuseum HERIS-ID: 65347 Objekt-ID: 78171                                 | Getreidemarkt 7 Standort KG: Wolfsberg Obere Stadt                                    | | BDA-Hist.: Q38110097 Status: Bescheid Stand der BDA-Liste: 2025-06-30 Name: Ehem. Landgericht u. Reckturm – Heimatmuseum GstNr.: .33/5                                                                                              |
| ja    | Datei hochladen | Ehem. Landgericht u. Reckturm – Wohnhaus und Teil der Stadtmauer HERIS-ID: 65359 Objekt-ID: 78183             | Getreidemarkt 6 Standort KG: Wolfsberg Obere Stadt                                    | Der viergeschoßige gotische Bau stammt aus dem 15./16. Jahrhundert. Der Reckturm südöstlich davon ist ein gotischer Wehrturm mit Pyramidendach. | BDA-Hist.: Q38110108 Status: Bescheid Stand der BDA-Liste: 2025-06-30 Name: Ehem. Landgericht u. Reckturm – Wohnhaus und Teil der Stadtmauer GstNr.: .33/2                                                                          |
| ja    | Datei hochladen | Ehem. Landgericht u. Reckturm – Wohnhaus HERIS-ID: 60155 Objekt-ID: 72098                                     | Getreidemarkt 7 Standort KG: Wolfsberg Obere Stadt                                    | Das Haus besitzt einen offenen Stiegenaufgang und Säulenarkaden aus dem 17. Jahrhundert sowie ein spätgotisches Schulterbogenportal. | BDA-Hist.: Q38090484 Status: Bescheid Stand der BDA-Liste: 2025-06-30 Name: Ehem. Landgericht u. Reckturm – Wohnhaus GstNr.: .33/3 Wolfsberg, Getreidemarkt 7                                                                       |
| ja    | Datei hochladen | Ehem. Landgericht u. Reckturm – Wohnhaus HERIS-ID: 65368 Objekt-ID: 78192                                     | Getreidemarkt 8 Standort KG: Wolfsberg Obere Stadt                                    | | BDA-Hist.: Q38110170 Status: Bescheid Stand der BDA-Liste: 2025-06-30 Name: Ehem. Landgericht u. Reckturm – Wohnhaus GstNr.: .33/4 Wolfsberg, Getreidemarkt 8                                                                       |
| ja    | Datei hochladen | Mariensäule, Pestsäule HERIS-ID: 58040 Objekt-ID: 68474                                                       | Hoher Platz Standort KG: Wolfsberg Obere Stadt                                        | 1713 bestand für Wolfsberg die Gefahr der Pest. 1715 gelobten die Bürger, bei Verschonung von der Seuche eine Säule zu Ehren Mariens zu errichten, und begannen am 8. September 1715 mit einer Kollekte. Das Artefakt ist mit 1718 bezeichnet. Die Steinfigur der Maria Immaculata wurde von Simon Reischl geschaffen. Auf den Sockelpostamenten stehen die Statuen der Pestheiligen Sebastian und Rochus, das heilige Kaiserpaar Heinrich und Kunigunde sowie auf den Steinsockeln des Gitters vier Putten. | BDA-Hist.: Q38080136 Status: § 2a Stand der BDA-Liste: 2025-06-30 Name: Mariensäule, Pestsäule GstNr.: 150/3 Mariensäule Wolfsberg                                                                                                  |
| ja    | Datei hochladen | Bürgerhaus HERIS-ID: 36327 Objekt-ID: 35191                                                                   | Hoher Platz 3 Standort KG: Wolfsberg Obere Stadt                                      | Das Gebäude aus der Renaissancezeit besteht aus einem dreigeschoßigen Vordergebäude, das durch einen Arkadengang mit einem dreigeschoßigen Hintergebäude verbunden ist. Die Hauptfassade im Plattenstil vom Ende des 18. Jahrhunderts mit einem marmornen Renaissance-Rundbogenportal mit abgefastem Gewände ist durch einen Geschäftseinbau nachteilig verändert. Der Innenhof besitzt auf zwei Seiten zweigeschoßige Arkaden. | BDA-Hist.: Q37969707 Status: Bescheid Stand der BDA-Liste: 2025-06-30 Name: Bürgerhaus GstNr.: .17 Wolfsberg, Hoher Platz 3 |
| ja    | Datei hochladen | Bürgerhaus HERIS-ID: 36328 Objekt-ID: 35192                                                                   | Hoher Platz 9, 11 Standort KG: Wolfsberg Obere Stadt                                  | Der dreigeschoßige, dreiachsige Bau aus dem 16. Jahrhundert besitzt eine Fassade aus dem 19. Jahrhundert. Das Korbbogenportal führt in einem Hinterhof mit einem zweigeschoßigen Seitentrakt aus älterer Bauperiode. An das dreigeschoßige Hinterhaus schließt ein Garten an. | BDA-Hist.: Q37969718 Status: Bescheid Stand der BDA-Liste: 2025-06-30 Name: Bürgerhaus GstNr.: .20/1, .20/2 |
| ja    | Datei hochladen | Bürgerhaus, Wohn- und Geschäftshaus HERIS-ID: 46844 Objekt-ID: 49116                                          | Hoher Platz 10 Standort KG: Wolfsberg Obere Stadt                                     | Das als Gasthaus genützte dreigeschoßige Bürgerhaus aus der Renaissance mit bemerkenswerten Arkadenhof wird durch einen Zwischentrakt mit einem dreigeschoßigen Hintergebäude verbunden. | BDA-Hist.: Q38024154 Status: Bescheid Stand der BDA-Liste: 2025-06-30 Name: Bürgerhaus, Wohn- und Geschäftshaus GstNr.: .80/1 Wolfsberg, Hoher Platz 10                                                                             |
| ja    | Datei hochladen | Bürgerhaus, Wohnhaus HERIS-ID: 46762 Objekt-ID: 48936                                                         | Hoher Platz 13 Standort KG: Wolfsberg Obere Stadt                                     | Das repräsentative Stadthaus besteht aus einem dreigeschoßigen, dreiachsigen Vordergebäude und einem dreigeschoßigen Hintergebäude die durch eine Pawlatschenkonstruktion verbunden sind. Das Gebäude aus dem 16. Jahrhundert mit hofseitigen Arkadengang besitzt eine um 1800 entstandene Platzfassade. | BDA-Hist.: Q38023521 Status: Bescheid Stand der BDA-Liste: 2025-06-30 Name: Bürgerhaus, Wohnhaus GstNr.: .21 |
| ja    | Datei hochladen | Bürgerhaus, Wohn- und Geschäftshaus HERIS-ID: 46845 Objekt-ID: 49117                                          | Hoher Platz 14 Standort KG: Wolfsberg Obere Stadt                                     | Der ursprüngliche Renaissancebau, der 1532 im Besitz von Veit Jung war, wurde im 19. und 20. Jahrhundert umgebaut. Der dreigeschoßige Vordertrakt ist durch einen Zwischentrakt mit zweigeschoßigem Arkadenhof und einem Werkstättentrakt mit einem dreigeschoßigen Hintertakt (Kanalplatz 4) verbunden. In dessen Südwestecke befindet sich ein erkerartiger Eckturm mit markanten Zeltdach. Die Fassade ist mit Putzfaschen und Gesimsbändern in der Formensprache des Historismus gestaltet. Der Arkadenhof besitzt am Hintergebäude zwei rundbogige, abgefaste Steingewändeportale mit Kugelsteindekor aus dem 16. Jahrhundert. Im nordöstlichen Erdgeschoßraum hat sich ein Stuckgratgewölbe aus der Renaissance erhalten.                                                              | BDA-Hist.: Q38024164 Status: Bescheid Stand der BDA-Liste: 2025-06-30 Name: Bürgerhaus, Wohn- und Geschäftshaus GstNr.: .76/2, .76/1 Wolfsberg, Hoher Platz 14                                                                      |
| ja    | Datei hochladen | Bürgerhaus, Alte Post HERIS-ID: 55166 Objekt-ID: 63727                                                        | Hoher Platz 16 Standort KG: Wolfsberg Obere Stadt                                     | Die „Alte Post“ ist ein dreigeschoßiges, sechsachsiges Gebäude mit einem Renaissanceportal und darüber ein rundbogiges Zwillingsfenster von 1565. Im ersten Obergeschoß des Hintergebäudes befindet sich ein Renaissancetürgewände mit Medaillonköpfchen aus der Mitte des 16. Jahrhunderts. | BDA-Hist.: Q38063972 Status: § 2a Stand der BDA-Liste: 2025-06-30 Name: Bürgerhaus, Alte Post GstNr.: .75 Alte Post, Wolfsberg |
| ja    | Datei hochladen | Bürgerhaus HERIS-ID: 36330 Objekt-ID: 35194                                                                   | Hoher Platz 17 Standort KG: Wolfsberg Obere Stadt                                     | Das dreigeschoßige, vierachsige Gebäude aus dem 16. Jahrhundert und einer Fassade des 19. Jahrhunderts ist mit einem Wappenstein von 1544 geschmückt und ist im Renaissancehof an drei Seiten von Arkaden umgeben. | BDA-Hist.: Q37969725 Status: Bescheid Stand der BDA-Liste: 2025-06-30 Name: Bürgerhaus GstNr.: .24 |
| ja    | Datei hochladen | Bürgerhaus, Wohn- und Geschäftshaus HERIS-ID: 46843 Objekt-ID: 49114                                          | Hoher Platz 19 Standort KG: Wolfsberg Obere Stadt                                     | Der Renaissancebau mit einer Fassade aus dem 19. Jahrhundert und einem Arkadenhof besteht aus einem dreigeschoßigen, dreiachsigen Vordergebäude unter einem Satteldach, das durch einen dreigeschoßigen südlichen Gebäudetrakt mit dem zweigeschoßigen Hintergebäude verbunden ist. Bei der Adaptierung für ein Bankinstitut 1978 wurde das Erdgeschoß des Vordergebäudes nachteilig verändert. Im zweiten Obergeschoß des Vordergebäudes befindet sich eine um 1600 entstandene Renaissance-Holzbohlendecke. | BDA-Hist.: Q38024143 Status: Bescheid Stand der BDA-Liste: 2025-06-30 Name: Bürgerhaus, Wohn- und Geschäftshaus GstNr.: .25 |
| ja    | Datei hochladen | Bürgerhaus HERIS-ID: 45518 Objekt-ID: 46882                                                                   | Hoher Platz 21 Standort KG: Wolfsberg Obere Stadt                                     | Das Haus ist ein dreigeschoßiger Bau aus der zweiten Hälfte des 16. Jahrhunderts über hufeisenförmigem Grundriss. Die frühhistoristischen Platzfassaden stammen aus der zweiten Hälfte des 19. Jahrhunderts. An der Hausecke befindet sich ein im Kern spätmittelalterlicher Erker im Bereich des zweiten Obergeschoßes. Darunter ist in einer Nische die Skulptur einer Verkündigungsmadonna aus dem 18. Jahrhundert aufgestellt. Der dazugehörige Verkündigungsengel befindet sich am Haus auf der gegenüberliegenden Straßenseite. Der Innenhof besitzt an der West und Nordseite Säulenarkaden über zwei Geschoße, an der Südseite nur im ersten Obergeschoß. | BDA-Hist.: Q38016517 Status: Bescheid Stand der BDA-Liste: 2025-06-30 Name: Bürgerhaus GstNr.: .26/1 Wolfsberg, Hoher Platz 21 |
| ja    | Datei hochladen | Wohn- und Geschäftshaus HERIS-ID: 31681 Objekt-ID: 28661                                                      | Johann-Offner-Straße 3 Standort KG: Wolfsberg Obere Stadt                             | Das dreigeschoßige, fünfachsige Haus ist ein im Kern spätmittelalterlicher Bau mit in den beiden Obergeschoßen späthistoristischen Fassadendekor. Der zweigeschoßige Arkadenhof aus dem 16. Jahrhundert wurde rezent um das dritte Geschoß aufgestockt. Im ersten Obergeschoß befindet sich eine Stuckdecke vom Anfang des 17. Jahrhunderts mit Doppeladlermotiv. | BDA-Hist.: Q37943722 Status: Bescheid Stand der BDA-Liste: 2025-06-30 Name: Wohn- und Geschäftshaus GstNr.: .36 Wolfsberg, Johann-Offner-Straße 3                                                                                   |
| ja    | Datei hochladen | Bürgerhaus HERIS-ID: 46873 Objekt-ID: 49167                                                                   | Johann-Offner-Straße 7, 9, 9a Standort KG: Wolfsberg Obere Stadt                      | Der zweigeschoßige Bau besteht aus einem sechsachsigen Vordergebäude, zwei an der nördlichen und südlichen Grundstücksgrenze entlang führenden Gebäudetrakten und einem Hinterhof im Osten. Die Bausubstanz des 16. Jahrhunderts ist nahezu unverändert erhalten. Die straßenseitige Fassade wurde im dritten Viertel des 19. Jahrhunderts neu gestaltet. Das Renaissanceportal von 1558 ist ein von einem Architrav bekrönter ädikulaartiger Torbogen. Darüber ist der Wappenstein des Erbauers Lorenz Schnepf, dem Vizedom des Bischofs von Bamberg und seiner Gattin Felicitas Schemlin zu sehen. | BDA-Hist.: Q38024349 Status: Bescheid Stand der BDA-Liste: 2025-06-30 Name: Bürgerhaus GstNr.: .38/2, .38/1 Johann-Offner-Straße 7, 9, 9a (Wolfsberg)                                                                               |
| ja    | Datei hochladen | Bürgerhaus, Wohn- und Geschäftshaus HERIS-ID: 57875 Objekt-ID: 68210                                          | Johann-Offner-Straße 10 Standort KG: Wolfsberg Obere Stadt                            | Die zwei zweigeschoßigen, um Innenhöfe angelegten Gebäude wurden im 16. Jahrhundert errichtet. Die straßenseitige Fassade wurde im 18. Jahrhundert umgestaltet; im Hof sind noch Renaissancearkaden. | BDA-Hist.: Q38079120 Status: Bescheid Stand der BDA-Liste: 2025-06-30 Name: Bürgerhaus, Wohn- und Geschäftshaus GstNr.: .62 Wolfsberg, Johann-Offner-Straße 10                                                                      |
| ja    | Datei hochladen | Bürgerhaus HERIS-ID: 36332 Objekt-ID: 35196                                                                   | Johann-Offner-Straße 17 Standort KG: Wolfsberg Obere Stadt                            | Das zweigeschoßige Gebäude hat eine spätbarocke Fassade. | BDA-Hist.: Q37969744 Status: Bescheid Stand der BDA-Liste: 2025-06-30 Name: Bürgerhaus GstNr.: 54 |
| ja    | Datei hochladen | Bürgerhaus, Wohn- und Geschäftshaus HERIS-ID: 46846 Objekt-ID: 49118                                          | Kanalplatz 3 Standort KG: Wolfsberg Obere Stadt                                       | Die Fassade des repräsentativen Renaissancebaus wurde um 1900 erneuert. Bemerkenswert ist eine kreuzgratgewölbte Halle über polygonalen Wandpfeilern mit würfelförmigen Kapitellen. | BDA-Hist.: Q38024173 Status: Bescheid Stand der BDA-Liste: 2025-06-30 Name: Bürgerhaus, Wohn- und Geschäftshaus GstNr.: .85 |
| ja    | Datei hochladen | Straßenbrücke, Radlstegbrücke HERIS-ID: 79951 Objekt-ID: 93657                                                | Kollnitzergasse Standort KG: Wolfsberg Obere Stadt                                    | Die Radlstegbrücke wurde modern adaptiert. Sie verbindet die Wolfsberger Katastralgemeinden Untere Stadt und Obere Stadt über die Lavant. | BDA-Hist.: Q38172355 Status: § 2a Stand der BDA-Liste: 2025-06-30 Name: Straßenbrücke, Radlstegbrücke GstNr.: 150/12, 164/2 Radlstegbrücke Wolfsberg                                                                                |
| ja    | Datei hochladen | Bezirksgericht HERIS-ID: 55169 Objekt-ID: 63730                                                               | Lavantquai 1 Standort KG: Wolfsberg Obere Stadt                                       | Das Bezirksgericht ist ein schlichter Bau über unregelmäßigem Grundriss, der wohl um 1700 erbaut wurde. | BDA-Hist.: Q38064015 Status: Bescheid Stand der BDA-Liste: 2025-06-30 Name: Bezirksgericht GstNr.: .100 |
| ja    | Datei hochladen | Stadtpfarrkirche hl. Markus HERIS-ID: 55172 Objekt-ID: 63733                                                  | Markusplatz Standort KG: Wolfsberg Obere Stadt                                        | Die spätromanische dreischiffige Pfeilerbasilika wurde gotisch umgebaut (Kreuzrippengewölbe) und gotisch und frühbarock mit Anbauten (Chorschluss, Kapellen) versehen. Am Hochaltar ist ein bemerkenswertes Altarbild von Johann Martin Schmidt. In der Kirche befinden sich zahlreiche Grabsteine aus dem 16./17. Jahrhundert. | BDA-Hist.: Q1272443 Status: § 2a Stand der BDA-Liste: 2025-06-30 Name: Stadtpfarrkirche hl. Markus GstNr.: .71 Pfarrkirche Wolfsberg (Kärnten)                                                                                      |
| ja    | Datei hochladen | Kapelle hl. Anna/Bäckerkapelle HERIS-ID: 44758 Objekt-ID: 45608                                               | nordöstlicher Markusplatz zwischen Nr. 5 und Nr. 6 Standort KG: Wolfsberg Obere Stadt | Die kleine gotische Kapelle mit barockem Fassadengiebel beinhaltet einen bemerkenswerten spätgotischen Flügelaltar. | BDA-Hist.: Q1018936 Status: Bescheid Stand der BDA-Liste: 2025-06-30 Name: Kapelle hl. Anna/Bäckerkapelle GstNr.: .68 Bäckerkapelle Wolfsberg                                                                                       |
| ja    | Datei hochladen | Pfarrhof, Dechantei HERIS-ID: 55168 Objekt-ID: 63729                                                          | Markusplatz 3 Standort KG: Wolfsberg Obere Stadt                                      | Der zweigeschoßige Pfarrhof stammt im Kern vermutlich aus dem 16. Jahrhundert. | BDA-Hist.: Q38063995 Status: § 2a Stand der BDA-Liste: 2025-06-30 Name: Pfarrhof, Dechantei GstNr.: .94 Pfarrhof Wolfsberg |
| ja    | Datei hochladen | Ehem. Minoritenkloster HERIS-ID: 36333 Objekt-ID: 35197                                                       | Minoritenplatz 1, 2 Standort KG: Wolfsberg Obere Stadt                                | Nach dem Brand des mittelalterlichen Vorgängerbaus 1661 wurde das Kloster neu gebaut. Es ist ein monumentaler zweigeschoßiger winkelförmiger Komplex mit Arkadenhof und mit der ehemaligen Klosterkirche im Nordtrakt. | BDA-Hist.: Q37969753 Status: Bescheid Stand der BDA-Liste: 2025-06-30 Name: Ehem. Minoritenkloster GstNr.: 50/2, .39/1 |
| ja BW | Datei hochladen | Rathaus HERIS-ID: 55167 Objekt-ID: 63728                                                                      | Rathausplatz 1 Standort KG: Wolfsberg Obere Stadt                                     | Das Rathaus wurde 1888 nach Entwürfen von Wilhelm Heß im historistischen Stil errichtet. Die Straßenfront schließt einen Winkel von etwa 130 Grad ein. Die Fassade wird durch einen Eckturm, Pilaster und altdeutsche Giebel akzentuiert. Im Rathaus hängen ein Ölbild von 1607, den heiligen Florian mit einer alten Ansicht Wolfbergs darstellend und ein Votivbild von 1589. | BDA-Hist.: Q38063984 Status: § 2a Stand der BDA-Liste: 2025-06-30 Name: Rathaus GstNr.: .11 Rathaus Wolfsberg |
| ja    | Datei hochladen | Ansitz, Paurisches Haus HERIS-ID: 36336 Objekt-ID: 35200                                                      | Schloßstraße 1, 1a Standort KG: Wolfsberg Obere Stadt                                 | Das Paurisches Haus, auch Bauer'sches Haus oder fürstliches Hofhaus genannt, ist ein um 1500 errichteter, dreigeschoßiger Bau über unregelmäßigem Grundriss mit hohem Krüppelwalmdach. | BDA-Hist.: Q37969777 Status: Bescheid Stand der BDA-Liste: 2025-06-30 Name: Ansitz, Paurisches Haus GstNr.: .23 Paurisches Haus, Wolfsberg                                                                                          |
| ja    | Datei hochladen | Schule, Kultur- und Vereinshaus HERIS-ID: 55170 Objekt-ID: 63731                                              | Schulplatz 1 Standort KG: Wolfsberg Obere Stadt                                       | Die ehemalige Musikpädagogische Anstalt ist ein dreigeschoßiger, repräsentativer Schulbau mit historistischer Fassadengliederung vom Ende des 19. Jahrhunderts. | BDA-Hist.: Q38064026 Status: § 2a Stand der BDA-Liste: 2025-06-30 Name: Schule, Kultur- und Vereinshaus GstNr.: .91 |
| ja    | Datei hochladen | Stadtmauer (als Teil der Gesamtanlage Stadtbefestigung Wolfsberg) HERIS-ID: 112457 Objekt-ID: 130650seit 2015 | Spitzgasse 2 Standort KG: Wolfsberg Obere Stadt                                       | Im Süden der Oberstadt sind Reste der im 13. Jahrhundert errichteten Stadtmauer erhalten. | BDA-Hist.: Q37831076 Status: Bescheid Stand der BDA-Liste: 2025-06-30 Name: Stadtmauer (als Teil der Gesamtanlage Stadtbefestigung Wolfsberg) GstNr.: .122 City walls of Wolfsberg                                                  |
| ja    | Datei hochladen | Bildstock, Allgäuerkreuz HERIS-ID: 65328 Objekt-ID: 78152                                                     | gegenüber Rathausplatz 3 Standort KG: Wolfsberg Obere Stadt                           | Das mit 1677 bezeichnete Allgäuer Kreuz ist ein Pfeilerbildstock mit achteckigem Schaft und Kreuzblume auf dem Helm. | BDA-Hist.: Q38110004 Status: § 2a Stand der BDA-Liste: 2025-06-30 Name: Bildstock, Allgäuerkreuz GstNr.: 8 |
| ja    | Datei hochladen | Straßenbrücke, Radlstegbrücke HERIS-ID: 79954 Objekt-ID: 93660                                                | Standort KG: Wolfsberg Untere Stadt                                                   | Die Radlstegbrücke wurde modern adaptiert. Sie verbindet die Wolfsberger Katastralgemeinden Untere Stadt und Obere Stadt über die Lavant. | BDA-Hist.: Q38172385 Status: § 2a Stand der BDA-Liste: 2025-06-30 Name: Straßenbrücke, Radlstegbrücke GstNr.: 111/2, 115 Radlstegbrücke Wolfsberg                                                                                   |
| ja    | Datei hochladen | Floriani-Brunnen HERIS-ID: 65275 Objekt-ID: 78098                                                             | gegenüber Am Weiher 5 Standort KG: Wolfsberg Untere Stadt                             | Die Figur des heiligen Florian stammt aus der ersten Hälfte des 18. Jahrhunderts. | BDA-Hist.: Q38109855 Status: § 2a Stand der BDA-Liste: 2025-06-30 Name: Floriani-Brunnen GstNr.: 112/3 |
| ja    | Datei hochladen | Bezirkshauptmannschaft HERIS-ID: 40475 Objekt-ID: 40409                                                       | Am Weiher 5, 6 Standort KG: Wolfsberg Untere Stadt                                    | Die Bezirkshauptmannschaft wurde 1898 nach Plänen von Wilhelm Heß in späthistoristischen Stil auf U-förmigem Grundriss erbaut. Die ursprüngliche Doppelfunktion als Bezirkshauptmannschaft und Schule ist noch durch die beiden Risalite mit Eingängen erkennbar. | BDA-Hist.: Q37994580 Status: § 2a Stand der BDA-Liste: 2025-06-30 Name: Bezirkshauptmannschaft GstNr.: 104/3 |
| ja    | Datei hochladen | Straßenbrücke, Fleischbrücke HERIS-ID: 79966 Objekt-ID: 93672                                                 | Bambergerstraße Standort KG: Wolfsberg Untere Stadt                                   | Die Fleischbrücke ist eine barocke Steinbrücke mit einem Kruzifix und einer Johann-Nepomuk-Statue. Sie verbindet die Wolfsberger Katastralgemeinden Untere Stadt und Obere Stadt über die Lavant. | BDA-Hist.: Q38172414 Status: § 2a Stand der BDA-Liste: 2025-06-30 Name: Straßenbrücke, Fleischbrücke GstNr.: 112/5, 115 Fleischbrücke Wolfsberg                                                                                     |
| ja    | Datei hochladen | Kath. Filialkirche Hl. Dreifaltigkeit HERIS-ID: 65331 Objekt-ID: 78155                                        | Wiener Straße 9 Standort KG: Wolfsberg Untere Stadt                                   | Der kleine Bau aus dem 16. Jahrhundert war die Kirche des Bürgerspitals. Die Ostfassade wurde um 1900 neoromanisch gestaltet. In der Kirche sind drei barocke Altäre. | BDA-Hist.: Q1257737 Status: § 2a Stand der BDA-Liste: 2025-06-30 Name: Kath. Filialkirche Hl. Dreifaltigkeit GstNr.: .5 Dreifaltigkeitskirche Wolfsberg                                                                             |